# Pilaria recondita
Pilaria recondita là một loài ruồi trong họ Limoniidae. Chúng phân bố ở miền Tân bắc.